# Rome Odunze
Rome Odunze (Las Vegas, 3 giugno 2002) è un giocatore di football americano statunitense che milita nel ruolo di wide receiver per i Chicago Bears della National Football League (NFL).

## Carriera universitaria
Nella sua prima stagione a Washington nel 2020, Odunze disputò 4 partite, facendo registrare 6 ricezioni per 72 yard. Nel 2021 disputò come titolare sette gare su nove, totalizzando 41 ricezioni per 415 yard e 4 touchdown. Nel 2022 divenne stabilmente titolare.  Quell’anno guidò la squadra con 1.145 yard ricevute, quinto massimo della storia dell’istituto e leader della Pac-12 Conference.
Il 30 settembre 2023 Odunze recuperò un onside kick del kicker di Arizona Tyler Loop e subì un duro colpo dalla safety Dalton Johnson. Più avanti nel corso della stagione rivelò che in quell’occasione si era fratturato una costola e lesionato un polmone. A fine stagione fu premiato come All-American e, dopo la sconfitta degli Huskies nella finale del campionato nazionale contro Michigan si dichiarò eleggibile per il Draft NFL 2024.
Premi e riconoscimenti
- Consensus All-American (2023)
- 2 First-Team All-Pac-12 (2022, 2023)

Statistiche al college
| 2020   | Washington | FBS Div. I | Pac-12 | 4  | 1  | 6   | 72    | 12,0 | 25 | 0  | 3  | -16 | -5,3 | 0  | 0 | 0 | 0 |
| 2021   | Washington | FBS Div. I | Pac-12 | 9  | 7  | 41  | 415   | 10,1 | 55 | 4  | 2  | 13  | 6,5  | 7  | 0 | 0 | 0 |
| 2022   | Washington | FBS Div. I | Pac-12 | 12 | 8  | 75  | 1.145 | 15,3 | 61 | 7  | 3  | 6   | 2,0  | 5  | 1 | 0 | 0 |
| 2023   | Washington | FBS Div. I | Pac-12 | 15 | 14 | 92  | 1.640 | 17,8 | 52 | 13 | 2  | 37  | 18,5 | 23 | 1 | 3 | 1 |
| Totale | Totale     | Totale     | Totale | 40 | 30 | 214 | 3.272 | 15,3 | 61 | 24 | 10 | 40  | 4,0  | 23 | 2 | 3 | 1 |

Fonte: Football Database
In grassetto i record personali in carriera

## Carriera professionistica

### Chicago Bears
Odunze era considerato uno dei migliori ricevitori selezionabili nel Draft 2024 e una scelta della prima metà del primo giro. Il 25 aprile 2024 fu chiamato come nono assoluto dai Chicago Bears. Il 16 luglio 2024 Odunze firmò il suo contratto da rookie con i Bears: un accordo quadriennale da 22,7 milioni di dollari, totalmente garantiti e con un'opzione per la squadra di estensione per un quinto anno. Debuttò come professionista subentrando nella gara del primo turno vinta contro i Tennessee Titans ricevendo un passaggio da 11 yard. Disputò la prima prestazione di alto livello nel terzo turno contro gli Indianapolis Colts ricevendo 6 passaggi per 112 yard e il suo primo touchdown nella sconfitta per 21-16. La sua stagione da rookie si chiuse con 54 ricezioni per 734 yard e 3 marcature disputando tutte le 17 partite, di cui 12 come titolare.